# Gauthier Grumier
Gauthier Grumier (Nevers, 29 de mayo de 1984) es un deportista francés que compite en esgrima, especialista en la modalidad de espada.
Participó en dos Juegos Olímpicos de Verano, en los años 2012 y 2016, obteniendo en total dos medallas, ambas en Río de Janeiro 2016, oro en la prueba por equipos (junto con Yannick Borel, Daniel Jérent y Jean-Michel Lucenay) y bronce en la prueba individual.
Ganó nueve medallas en el Campeonato Mundial de Esgrima entre los años 2006 y 2015, y seis medallas en el Campeonato Europeo de Esgrima entre los años 2003 y 2016.

## Palmarés internacional
| Juegos Olímpicos   | Juegos Olímpicos        | Juegos Olímpicos  | Juegos Olímpicos   |
| Año                | Lugar                   | Medalla           | Prueba             |
| ------------------ | ----------------------- | ----------------- | ------------------ |
| 2016               | Río de Janeiro (Brasil) | Medalla de oro    | Espada por equipos |
| 2016               | Río de Janeiro (Brasil) | Medalla de bronce | Espada individual  |
| Campeonato Mundial |                         |                   |                    |
| Año                | Lugar                   | Medalla           | Prueba             |
| 2006               | Turín (Italia)          | Medalla de oro    | Espada por equipos |
| 2009               | Antalya (Turquía)       | Medalla de oro    | Espada por equipos |
| 2010               | París (Francia)         | Medalla de oro    | Espada por equipos |
| 2010               | París (Francia)         | Medalla de plata  | Espada individual  |
| 2011               | Catania (Italia)        | Medalla de oro    | Espada por equipos |
| 2012               | Kiev (Ucrania)          | Medalla de plata  | Espada por equipos |
| 2014               | Kazán (Rusia)           | Medalla de oro    | Espada por equipos |
| 2014               | Kazán (Rusia)           | Medalla de bronce | Espada individual  |
| 2015               | Moscú (Rusia)           | Medalla de plata  | Espada individual  |
| Campeonato Europeo |                         |                   |                    |
| Año                | Lugar                   | Medalla           | Prueba             |
| 2003               | Bourges (Francia)       | Medalla de oro    | Espada por equipos |
| 2009               | Plovdiv (Bulgaria)      | Medalla de bronce | Espada individual  |
| 2011               | Sheffield (Reino Unido) | Medalla de oro    | Espada por equipos |
| 2015               | Montreux (Suiza)        | Medalla de oro    | Espada individual  |
| 2015               | Montreux (Suiza)        | Medalla de oro    | Espada por equipos |
| 2016               | Toruń (Polonia)         | Medalla de oro    | Espada por equipos |